# Ryan Wochomurka
Ryan Wochomurka (Estados Unidos, 20 de junio de 1983) es un nadador estadounidense retirado especializado en pruebas de estilo libre, donde consiguió ser subcampeón mundial en 2003 en los 4x100 metros estilo libre.

## Carrera deportiva
En el Campeonato Mundial de Natación de 2003 celebrado en Barcelona ganó la medalla de plata en los relevos de 4x100 metros estilo libre, con un tiempo de 3:14.80 segundos, tras Rusia (oro con 3:14.06 segundos) y por delante de Francia (bronce con 3:15.66 segundos).